# جهاز الرياضة للقوات المسلحة (مصر)
جهاز الرياضة للقوات المسلحة هو أحد أجهزة القوات المسلحة المصرية. وهو المسئول عن الرياضيين العسكريين والمنتخبات الرياضية العسكرية.

## رؤساء الجهاز
- لواء أ.ح/ محمد عزازي العسال.[1]
- لواء أ ح/ حسام خضر.[2]
- لواء أ.ح/ خالد شكري.[3]
- لواء د / صبرى إبراهيم مصيلحي.[4]
- عميد / حازم إبراهيم.[5]
- لواء / مجدي اللوزي.[6]
- لواء / مصطفى كامل.[7]

## المنشآت التابعة
- نادى طلائع الجيش.[8]
- نادى طلائع الجيش للتجديف[8]
- معهد الكفاءة البدنية والرياضة.[8]
- مركز البحوث والإختبارات الرياضية.[8]
- المدارس العسكرية الرياضية.[8]

## الاستادات التابعة
- ستاد جهاز الرياضة.